# Nordic Mobile Telephone

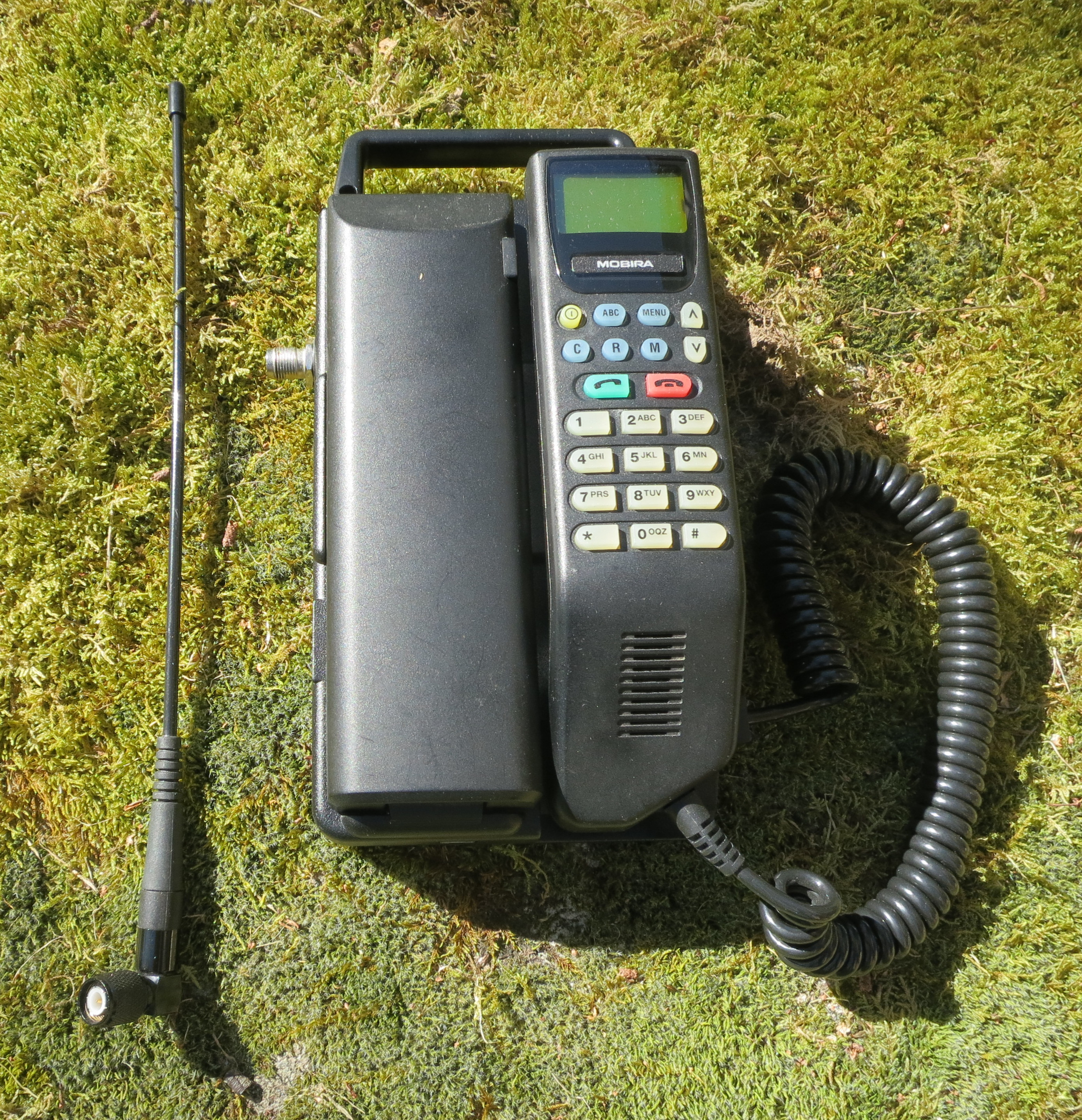
Фінський NMT-телефон Mobira TMF-4SP 1994 року випуску.

NMT (англ. Nordic Mobile Telephone) — застарілий стандарт наземного бездротового зв'язку першого покоління, що передбачав використання мережі базових станцій для передавання аналогового сигналу в діапазоні частот від 453 до 468 МГц. Мережа NMT розгорталася у Скандинавських країнах починаючи з жовтня 1981.
В Україні подібна мережа впроваджувалася мобільним оператором UMC з 1993 по 1997 роки. Станом на 1997 рік охоплювала обласні та деякі районні центри.
На даний час не використовується.